# Лоррейн Дастон
Лоррейн Дженіфер Дастон (англ. Lorraine Jenifer Daston; нар. 9 червня 1951) — американська історикиня науки. Вона є почесною директоркою Інституту історії науки імені Макса Планка (MPIWG) у Берліні, запрошеною професоркою Комітету з питань соціальної думки Чиказького університету, та авторитетом у галузі наукової та інтелектуальної історії ранньомодерної Європи. 1993 року її було призначено членкинею Американської академії мистецтв і наук. Вона є постійною науковою співробітницею Берлінського інституту перспективних досліджень.

## Дитинство та освіта
Дастон народилася 1951 року в Іст-Лансінзі, штат Мічиган, у батьків грецького походження, які назвали її на честь музи Уранії. Її батько навчався в Університеті штату Мічиган і невдовзі став професором психології. 1973 року Дастон здобула ступінь бакалавра з відзнакою summa cum laude в Гарвардському університеті, де вивчала різноманітні предмети, зокрема саму науку та її історію. Потім 1974 року здобула диплом з історії та філософії науки в Кембридзькому університеті, знову з відзнакою summa cum laude.
Дастон здобула ступінь доктора філософії з історії науки в Гарвардському університеті під керівництвом І. Бернарда Коена  та Ервіна Н. Гіберта, захистивши дисертацію на тему «Розумне числення: класична теорія ймовірностей 1650-1840». Потім вона працювала молодшою науковою співробітницею постдокторського факультету Товариства стипендіатів Колумбійського університету, перш ніж повернутися до Гарварду на свою першу професорську посаду.

## Кар'єра
Свою професорську кар'єру Дастон розпочала як доцент у Гарвардському університеті (1980–1983). У цей час брала участь у програмі Центру міждисциплінарних досліджень Білефельда «Імовірнісна революція», яку організували Лоренц Крюгер, Ієн Гакінґ та Ненсі Картрайт у 1982–1983 роках. Там вона зустріла свого майбутнього чоловіка Ґерда Ґіґеренцера та розпочала складну серію професійних кроків для вирішення їхньої академічної проблеми двох тіл. Вона працювала, зокрема, в Принстонському університеті (1983–1986), професоркою та директоркою в Університеті Брандейса (1986–1990), професоркою та директоркою в Геттінгенському університеті (1990–1992), професоркою в Чиказькому університеті (1992–1997), і, зрештою, директоркою та членкинею Інституту історії науки імені Макса Планка (1995–). Під час роботи в Інституті Макса Планка вона також повернулася до роботи запрошеною професоркою у Гарвардському університеті та Чиказькому університеті і обіймала посаду членкині Комітету з соціальної думки Чиказького університету.
2002 року вона прочитала дві лекції Таннера в Гарвардському університеті, в яких простежила теоретичні концепції природи в кількох літературних та філософських творах. 2006 року вона прочитала лекцію з серії «Master-Mind» Британської академії.  На 2012-2013 роки Дастон було призначено першою запрошеною професоркою Humanitas з історії ідей в Оксфордському університеті. Крім того, з квітня по травень1999 року вона працювала лекторкою з історії ідей програми імені Ісаї Берліна в Оксфорді.
Дастон двічі нагороджували премією Pfizer від Товариства історії науки:  1989 року за книжку 1988 року «Класична ймовірність в епоху Просвітництва» та знову 1999 року за книжку 1998 року, видану разом з Кетрін Парк, «Чудеса та порядок природи, 1150-1750». Дастон нагородили Орденом «За заслуги» Федеративної Республіки Німеччина 2010 року. Вона здобула медаль Джорджа Сартона 2012 року за досягнення в галузі історії науки. 2013 року їй було присвоєно почесний докторський ступінь з гуманітарних наук у Принстонському університеті. 2017 року її було обрано до Американського філософського товариства. 2018 року вона здобула премію Дена Девіда. 2024 року її нагороджено премією Бальцана за «Історію сучасної та нової науки».
Вона входить до редакційної колегії журналу «Critical Inquiry» . Вона є авторкою журналу «London Review of Books».

## Особисте життя
Дастон вийшла заміж за німецького психолога та соціолога Ґерда Ґіґеренцера, з яким у неї є дочка.

## Вибрана бібліографія
- Суперники: як вчені навчилися співпрацювати, Columbia Global Reports 2023, ISBN 979-8987053560.
- Коротка історія правил. Чому ми робимо так, а не інакше, Видавництво Принстонського університету, 2022 ISBN 978-0691254081.
- Проти природи, MIT Press, 2019 ISBN 978-0262537339.
- з Пітером Ґалісоном: Об'єктивність, Zone Books 2007, ISBN 978-1890951795
- Дива, докази й факти: до історії раціональності, Fischer Verlag 2001, ISBN 978-3596147632.
- Стисла історія наукової уваги, Siemens-Stiftung 2001. K10plus PPN 1162291753.
- з Кетрін Парк: Чудеса та порядок природи, 1150–1750, Zone Books 1998, ISBN 978-0942299915.
- Класична теорія ймовірності в епоху Просвітництва, Видавництво Принстонського університету, 1988 ISBN 978-0691084978.

### Як редакторка
- з Елізабет Ланбек: Історії наукових спостережень, University of Chicago Press, 2011 ISBN 978-0226136776.
- з Майклом Столлейсом: Природне право та закони природи в ранньомодерній Європі, Ashgate , 2008ISBN 978-0754657613.
- з Кетрін Парк: Кембридзька історія науки, т. 3: Рання модерна наука, Видавництво Кембридзького університету, 2006 ISBN 978-1107553668.
- Речі, що говорять: наочні уроки мистецтва та науки[22], Zone Books 2004,ISBN 978-1890951443.
- з Фернандо Відалем: Моральний авторитет природи, University of Chicago Press, 2003 ISBN 978-0226136813.
- Біографії наукових об'єктів, University of Chicago Press, 2000 ISBN 978-0226136721 .
- з Лоренцом Крюґером і Міхаелем Гейдельберґером: Імовірнісна революція, том. 1: Ідеї в історії, MIT Press, 1987 ISBN 978-0262111188.

### Статті
- з Моріцом Стефанером та Джен Крістіансен: «Мова науки». 175 років відкриттів. Scientific American. 323 (3): 2020, 24–31.
- «До появи двох культур: велика наука та великі гуманітарні науки у дев'ятнадцятому столітті». Праці Ізраїльської академії наук і гуманітарних наук. IX (1): 2015. короткий опис, книгарня, Ізраїльська академія наук і гуманітарних наук
- «Дисципліни уваги», у книжці Девіда Е. Веллбері, ред. , Нова історія німецької літератури, Harvard University Press Reference Library, 2005.
- «Моральність природних порядків: сила Медеї» та «Звичаї природи проти законів природи». Лекції Таннера в Гарвардському університеті, 2002.
- «Ідеал і реальність Республіки літератури в епоху Просвітництва». Наука в контексті. 4 (2): 1991, с. 367–386.
- «Ступені зморшкуватості». London Review of Books, 46 (21). [Огляд книжки Ґреґорі Радіка «Спірна спадщина: битва за Менделя та майбутнє біології», Видавництво Чиказького університету, 2023.]

## Переклади українською
2024 року у видавництві «Лабораторія» вийшов український переклад книжки  «Коротка історія правил. Чому ми робимо так, а не інакше». Перекладач — Ярослав Лебеденко  

## Зовнішні посилання
- Сторінка профілю Лоррейн Дастон Макс Планк IWG
- Сторінка профілю Лоррейн Дастон в Комітеті Джона У. Нефа з питань соціальної думки
- The Observer (Стаття про Дастон в MaxPlanckResearch, журналі Товариства Макса Планка, 2012)
- isn't the History of Knowledge (Dan David Prize 2018, 8.5.18) Відео на YouTube
- «Правила правлять: як розум епохи Просвітництва став раціональністю холодної війни» (відео лекції у Науково-технічному коледжі Берліна, 2010)
- «Кондорсе та значення Просвітництва» (лекції в Університеті Макґілла, 2006)